# Митридат (царь Колхиды)
Митридат Младший (Филопатор) (ок. 121 до н. э. — 81 год до н. э.) — царь Колхиды 85—81 год до н. э. годах, царский наместник Боспора 107 — 81 г. до н. э. годах, царский наместник Понта 89—85 до н. э. годах.

## Биография
Происходил из династии Митридатов. Старший сын Митридата VI Евпатора, царя Понта, и его сестры Лаодики. О молодые годы и воспитания фактически отсутствуют сведения.
Вскоре после покорения Боспорского царства в 107 году до н. э. отец назначает своим наместником Митридата, возможно даже с царским титулом. Впрочем войсками распоряжались сначала Диофант, впоследствии Неоптолем, военные, которые непосредственно подчинялись Митридату VI.
Митридат Младший занимался больше хозяйственными делами. Под его руководством был восстановлен Пантикапей, пострадавший в результате войны с Савмаком. После этого стали возводиться новые постройки, перестроен акрополь, возведена дополнительная оборонительная стена. Другим направлением Митридата было сбор налогов-форос (180 тыс. медимнов хлеба — 9,45 млн литров и 200 талантов — 1,2 млн драхм), строительство военных кораблей и набор воинов среди скифов, меотов, синдев, боспорян для войска Митридата VI. Также он отвечал за чеканку монеты.
Активная деятельность на посту наместника способствовала восстановлению и экономическому подъёму боспорских городов. Это подняло престиж Митридата Младшего в областях Понта. В это время он стал именоваться как митридат Филопатор. Первоначальные успехи Митридата VI в Малой Азии во время Первой войны с Римом дали дополнительные доходы Боспора и одновременно предоставили Митридату Младшему больше самостоятельности.
В 89 году до н. э. после захвата территории бывшего Пергамского царства Митридат VI назначил Митридата Младшего также наместником Понта. В это время по мнению части исследователей вместе с именем Митридата VI изображалась монограмма Митридата Младшего Филопатора.
В 85 году до н. э. вместе с понтийскими военачальниками Диофантом и Мемнандром выступил против римского военачальника Гая Флавия Фимбрии, но потерпел поражение в битве при Эолиде. В это время Митридата Младшего был назначен базилевсом (царем Колхиды). Об этом говорится у Аппиана, который сообщал, что мятежные колхи потребовали от Митридата VI, чтобы он назначил им в цари своего сына, тоже Митридата, и когда их желание было удовлетворено они сразу подчинились Понту. Вместе с тем до Второй Митридатовой войны Колхида находилась в полной зависимости от понтийского царя и сын его на колхидском престоле имел ограниченную власть. Выпуск медных монет колхидского происхождения Митридата Младшего обнаружен в Ване и в Диоскуриаде. Обращает на себя внимание отсутствие на этих монетах упоминаний титула и имени Митридата, которых следовало бы ожидать, если бы эти монеты выпускались от имени хотя бы и вассального, но все же царя Колхиды.
Митридат Младший в собственных интересах использовал объективную тенденцию ослабления власти отца в регионе Северного и Восточного Причерноморья и стал почти независимым. При этом он был наследником престола, имел поддержку в Понте, Капподокии и Софене.
Митридат VI Евпатор в 81 году до н. э., заподозрив своего сына в искусственном раздувании недовольства колхов и боспорян, отозвал его в Синоп (столицу Понтийского царства), заключил в тюрьму, а вскоре казнил.